# Tetramorium sepultum
Tetramorium sepultum är en myrart som beskrevs av Bolton 1980. Tetramorium sepultum ingår i släktet Tetramorium och familjen myror. Inga underarter finns listade i Catalogue of Life.